# Kalia Davis
Kalia Davis (Pensacola, 2 ottobre 1998) è un giocatore di football americano statunitense che milita nel ruolo di defensive tackle per i San Francisco 49ers della National Football League (NFL).

## Carriera

### San Francisco 49ers
Al college Davis giocò a football a UCF. Fu scelto nel corso del sesto giro (220º assoluto) del Draft NFL 2022 dai San Francisco 49ers. Il 31 agosto 2022 fu inserito in lista infortunati perdendo tutta la sua stagione da rookie. Debuttò come professionista subentrando nella gara della settimana 13 della stagione 2023 contro i Philadelphia Eagles, mettendo a segno un sack su Jalen Hurts nella vittoria.

## Palmarès
- National Football Conference Championship: 1

San Francisco 49ers: 2023